# Вар (міфологія)
Вар — одна з асинь, в германо-скандинавській міфології богиня істини.
Вона вислуховує та записує присяги та обіцянки людей, а також мститься тим, хто їх порушує. Також є богинею любовних обіцянок та шлюбів. Її ім'я рідко згадується в скандинавських міфах.